# Таипи, Гельбрим
Гельбрим Таипи (алб. Gjelbrim Taipi; 13 декабря 1992, Буяновац) — косоварский и албанский футболист, полузащитник албанского клуба «Кукеси». Выступал за национальную сборную Косова.

## Клубная карьера
Гельбрим Таипи — воспитанник клуба «Терноци». Летом 2011 года он перешёл в македонский клуб «Шкендия». 30 июля того же года он дебютировал в македонской Первой лиге, выйдя на замену во втором тайме гостевого поединка против «Горизонта» из Турново. 7 октября 2012 года он забил свой первый гол на высшем уровне, ставший победным в домашнем матче с «Вардаром».
Летом 2013 года Гельбрим Таипи перешёл в швейцарский «Виль», за который играл в течение 3,5 сезонов в Челлендж-лиге. В середине января 2017 года он стал футболистом клуба той же лиги «Шаффхаузен», а летом того же года — команды Суперлиги «Санкт-Галлен». С середины января 2018 года Таипи представляет швейцарский «Грассхоппер».

## Карьера в сборной
27 марта 2018 года Гельбрим Таипи дебютировал в составе сборной Косова в товарищеском матче против команды Буркина-Фасо, выйдя в основном составе.

## Статистика выступлений

### В сборной
| Матчи и голы Гельбрима Таипи за сборную Косова | Матчи и голы Гельбрима Таипи за сборную Косова | Матчи и голы Гельбрима Таипи за сборную Косова | Матчи и голы Гельбрима Таипи за сборную Косова | Матчи и голы Гельбрима Таипи за сборную Косова | Матчи и голы Гельбрима Таипи за сборную Косова | Матчи и голы Гельбрима Таипи за сборную Косова |
| №                                              | Дата                                           | Место проведения                               | Соперник                                       | Счёт                                           | Голы                                           | Соревнование                                   |
| ---------------------------------------------- | ---------------------------------------------- | ---------------------------------------------- | ---------------------------------------------- | ---------------------------------------------- | ---------------------------------------------- | ---------------------------------------------- |
| 1                                              | 27 марта 2018                                  | Жан Роллан, Франконвиль                        | Буркина-Фасо                                   | 2:0                                            | 0                                              | Товарищеский матч                              |
| 2                                              | 29 мая 2018                                    | Летцигрунд, Цюрих                              | Албания                                        | 3:0                                            | 0                                              | Товарищеский матч                              |

Итого: 2 матча / 0 голов; eu-football.info.